# Денисьево (Шатурский район)
Денисьево — деревня в Шатурском муниципальном районе Московской области. Входит в состав Дмитровского сельского поселения. Население — 58 чел. (2013).

## Расположение
Деревня Денисьево расположена в южной части Шатурского района, расстояние до МКАД порядка 154 км. Высота над уровнем моря 126 м.

## Название
Исторические и бывшие варианты написания названия деревни — Денисьево, Денисиха, Денисьевская.

## История
Впервые упоминается в писцовой Владимирской книге В. Кропоткина 1637—1648 гг. как деревня Денисьево Зачисморской кромины волости Муромского Сельца Владимирского уезда. Деревня принадлежала князю Ивану Булатовичу Мещерскому.
Последним владельцем деревни перед отменой крепостного права был князь Мещерский.
После отмены крепостного права деревня вошла в состав Коробовской волости.
В советское время деревня входила в Дмитровский сельсовет.

## Население
| 1859 | 1868 | 1885 | 1905 | 1926 | 1970 |
| ---- | ---- | ---- | ---- | ---- | ---- |
| 313  | ↘110 | ↗354 | ↗416 | ↘349 | ↘109 |
| 1993 | 2002 | 2006 | 2010 | 2011 | 2013 |
| ↘46  | ↘34  | ↘28  | ↘22  | ↗47  | ↗58  |

## Галерея
- Дорожный указатель на деревню
- Остановка Денисьево
- Здание бывшего магазина